# Petre Dumitrescu
Petre Dumitrescu (Moțăței, 18 febbraio 1882 – Bucarest, 12 gennaio 1950) è stato un generale rumeno, comandante di vari corpi d'armata e armate durante la seconda guerra mondiale, sul Fronte orientale.

## Biografia
Nato a Dobridor, frazione del comune di Moțăței, il 18 febbraio 1882, frequentò la scuola militare tra il 1901 e il 1903 al termine del quale ottenne il grado di sottotenente. Fu promosso tenente nel 1906 e capitano nel 1911. In quell'anno entrò alla Scuola superiore di guerra (Şcoala superioară de război in rumeno) fino al 1913. Combatté durante la prima guerra mondiale con il grado di maggiore.
Nel periodo tra le due guerre continuò l'ascesa ai vertici militari. Attaché militare all'ambasciata di Parigi e in seguito a quella di Bruxelles, divenne prima vice-comandante dello Stato Maggiore (1935-1937), e quindi ispettore generale dell'artiglieria (1937-1939). Nel 1940 venne nominato comandante del I Corpo d'Armata

## Partecipazione alla seconda guerra mondiale
Il 25 marzo 1941 fu nominato comandante della 3ª Armata e, a partire dal 5 luglio, partecipò con questo reparto all'invasione dell'Unione Sovietica, nel quadro del contingente rumeno alleato dei nazisti durante l'Operazione Barbarossa. Contribuì con le sue truppe alla liberazione della Bucovina del Nord occupata l'anno precedente dall'Armata Rossa. In seguito collaborò con l'11ª Armata tedesca, schierata sul suo fianco sinistro, e giunse nel nord della Crimea, prendendo parte alla Battaglia del Mare di Azov, dove vennero distrutte la 9ª e la 18ª Armata Sovietica.
Il 10 ottobre 1941 l'armata condotta da Petre Dumitrescu era avanzata di 1.700 km, dopo aver causato tra le file sovietiche circa 20.000 morti, 40.000 feriti oltre a 179 carri armati e numeroso altro equipaggiamento catturato . Le perdite dell'esercito rumeno furono, in questa prima fase della campagna, di 10.541 soldati tra i quali 2.555 morti, 6.201 feriti e 1.785 dispersi.
Il 18 luglio 1942, dopo le dimissioni del generale Iosif Iacobici, fu nominato generale di corpo d'armata diventando così la seconda carica militare del regno dopo il Maresciallo Antonescu. Durante la seconda offensiva tedesca sul Fronte orientale, il generale Dumitrescu, sempre alla guida della 3ª Armata, prese parte all'avanzata verso il Volga, e alla fine del 1942, durante la Battaglia di Stalingrado, le sue truppe erano schierate su posizioni difensive a nord di quella città, sulle rive del Don. Su questo fronte, però, la sua armata fu attaccata e travolta dalla potente offensiva corazzata sovietica iniziata il 19 novembre 1942 (Operazione Urano).
La 3ª Armata, scarsamente sostenuta dalle deboli riserve corazzate tedesche, pur battendosi coraggiosamente, fu distrutta e il generale dovette ripiegare (dopo aver subito la perdita di oltre 150.000 soldati tra morti, feriti e prigionieri) con i resti delle sue truppe. Dopo la catastrofe le truppe rumene furono ritirate dal Fronte orientale e vennero raggruppate in Crimea e in Bessarabia.
Nella primavera 1944, il generale Dumitrescu, di fronte all'imminente invasione sovietica, rientrò in azione sul confine rumeno con la nuova 3ª Armata e in questa fase ottenne il comando operativo (almeno nominalmente) della 6ª Armata tedesca (fu l'unico generale rumeno a comandare un'armata tedesca) con la quale formò il cosiddetto Gruppo d'Armate Dumitrescu. Attaccato dal 19 agosto 1944 da una nuova poderosa offensiva sovietica (Offensiva Iași-Chișinău), il gruppo d'armate venne rapidamente accerchiato e sbaragliato; all'annuncio dell'armistizio, Dumitrescu cercò di salvare i suoi uomini e sfuggire ai sovietici, ma alla fine oltre 130.000 soldati finirono prigionieri dell'Armata Rossa.

## Dopo la guerra: accuse e processo
Nel 1946 fu accusato e indagato dal nuovo governo comunista insieme ai generali Leonard Mociulschi e Nicolae Dăscălescu di crimini di guerra punibili ai sensi della legge 312/1945 ma fu assolto per insufficienza di prove.
Morì per cause naturali nella sua casa di Bucarest il 12 gennaio 1950.